# Rolf Rödel
Rolf Rödel (* 5. April 1940 in Wünschendorf; Landkreis Greiz; † 17. Oktober 2013 in Rostock) war ein Konteradmiral der Volksmarine der Deutschen Demokratischen Republik.

## Leben
Rödel, Sohn eines Maurers, erlangte 1958 die höhere Reife und trat am 1. September dieses Jahres als Matrose in die bewaffneten Organe der DDR ein. Von 1959 bis 1962 absolvierte er die Offiziershochschule der Volksmarine Karl Liebknecht in Stralsund und wurde 1960 Mitglied der SED. Nach Beendigung des Studiums wurde er Gehilfe des Kommandeurs einer Torpedoschnellbootbrigade der 1. Flottille. Von 1963 bis 1965 führte er als Kommandant ein Torpedoschnellboot und wurde die darauf folgenden zwei Jahre Chef einer Torpedoschnellbootabteilung der 6. Flottille. Dem Studium an der sowjetischen Seekriegsakademie N. G. Kusnezow von 1970 bis 1973 folgte von 1973 bis 1974 eine Verwendung als Stellvertreter des Chefs einer Raketen- und Torpedoschnellbootbrigade der 6. Flottille. Die zwei folgenden Jahre wurde er Chef der 3. Raketen- und Torpedoschnellbootbrigade. Als Stabschef und Stellvertreter des Chefs der 4. Flottille diente Rödel von 1976 bis 1980 am Stützpunkt Hohe Düne und wurde von 1980 bis 1985 als deren Chef eingesetzt. Der Diplom-Militärwissenschaftler wurde am 7. Oktober 1983, dem 34. Jahrestag der Gründung der DDR, zum Konteradmiral ernannt und war von 1985 bis 1987 als Chef des Stabes für operative Arbeit im Kommando Volksmarine tätig. Bis zu seiner Entlassung am 2. Oktober 1990 wurde er als „Stellvertreter des Chefs der Volksmarine und Chef des Stabes“ im Kommando der Volksmarine verwendet.

## Auszeichnungen
- Kampforden „Für Verdienste um Volk und Vaterland“ in Silber